# 威爾森迴圈
在規範理论中，威爾森迴圈（Wilson Loop，以肯尼斯·威爾森名字命名）是一個規範不變的可觀察量 ，描述平行移动和完整群。威爾森迴圈在物理學（量子場論、弦理论）中，有很多的引用。

## 方程
若G是規範群，{\displaystyle A_{\mu }}是規範聯絡，C是迴圈（在x開始），則威爾森迴圈是：
{\displaystyle W_{C}:=\mathrm {Tr} \,(\,{\mathcal {P}}\exp i\oint _{C}A_{\mu }dx^{\mu }\,)\,.}
{\displaystyle {\mathcal {P}}} 是 路径排序算子。通過規範變換{\displaystyle g\in G}
{\displaystyle W_{C}\to g(x)^{-1}W_{C}g(x).}